# Horný tok Hornádu
Horný tok Hornádu este o arie protejată (arie specială de conservare — SAC, sit de importanță comunitară — SCI) din Slovacia întinsă pe o suprafață de 348,47 ha, integral pe uscat.

## Localizare
Centrul sitului Horný tok Hornádu este situat la coordonatele 48°59′14″N 20°22′54″E / 48.987222°N 20.381667°E.

## Înființare
Situl Horný tok Hornádu a fost declarat sit de importanță comunitară în aprilie 2004 pentru a proteja 7 specii de animale. Situl a fost protejat și ca arie specială de conservare în martie 2004.

## Biodiversitate
Situată în ecoregiunea alpină, aria protejată conține 5 habitate naturale: Păduri aluvionare cu Alnus glutinosa și Fraxinus excelsior (Alno-Padion, Alnion incanae, Salicion albae), Fânețe de joasă altitudine (Alopecurus pratensis, Sanguisorba officinalis), Mlaștini alcaline, Pajiști uscate seminaturale și facies de acoperire cu tufișuri pe substraturi calcaroase (Festuco-Brometalia) (* situri importante pentru orhidee), Liziere de ierburi înalte hidrofile de câmpie și de nivel montan până la alpin.
La baza desemnării sitului se află mai multe specii protejate:
- amfibieni (2): izvoraș-cu-burta-galbenă (Bombina variegata), Triturus montandoni
- mamifere (1): vidră de râu (Lutra lutra)
- nevertebrate (1): Unio crassus
- pești (3): Barbus meridionalis, zglăvoacă (Cottus gobio), hadină (Eudontomyzon danfordi)

Pe lângă speciile protejate, pe teritoriul sitului au mai fost identificate 17 specii de plante, 8 specii de păsări, 4 specii de amfibieni, 7 specii de mamifere, 3 specii de pești, 5 specii de reptile.